# 峇株巴辖

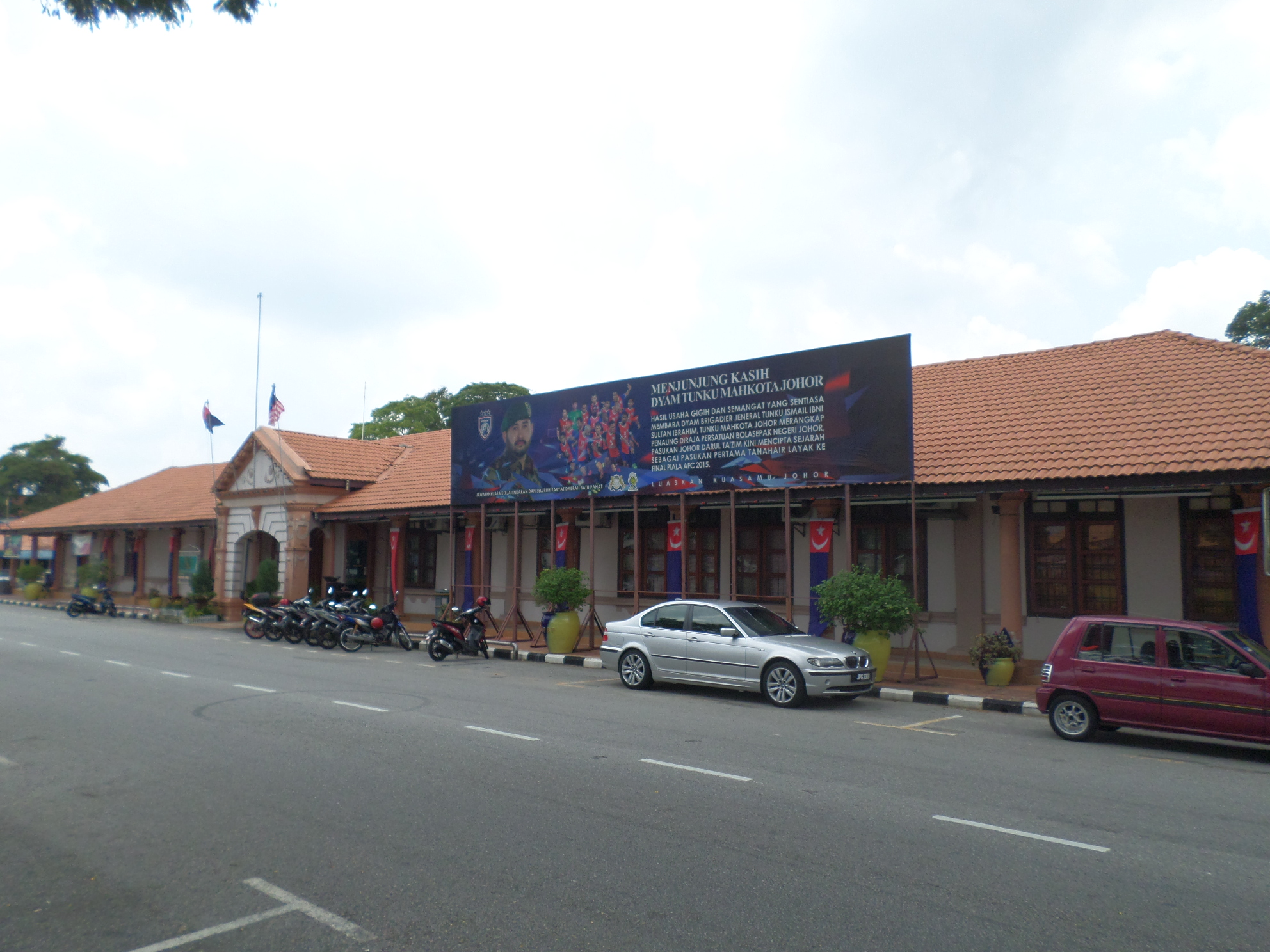
峇株巴辖市议会

峇株巴辖，又译峇株吧辖，简称“峇株”或“峇”，是马来西亚柔佛州峇株巴辖县的县府。峇株巴辖市与麻坡之间的距离大约50公里，而与新山之间的距离大约130公里。該市的纺织业发达，娱乐活动多，曾被称为马来西亚的“小巴黎”。今时今日由于多间大型商场林立，所以也被誉为柔北购物天堂。除了纺织业，家具业和食品加工业也是峇株市的重要工业，工厂大多聚中在中江、班卒、巴力拉惹（Parit Raja）与万兰再也（Banang Jaya）一带。
全市华裔人口占了大约62%；马来人人口占了36%；印裔人口则占大约2%左右。福建（閩南）是峇株华裔人口中最大的籍贯，其次是潮州，然后排名第三的是广府人。客家、海南、福州与其他籍贯则占少数。华仁中学是峇株县市内最大华文独立中学，座落在峇株市區。

## 历史
据史料记载，峇株巴辖的开埠功臣是柔佛外务大臣（Dato Bentara Luar）莫哈末沙礼（Muhamad Salleh bin Perang）。他在1893年12月11日，奉柔佛州苏丹阿布峇卡御命前来峇株巴辖开伐。
莫哈末沙礼经过一番探测后，着手策划开辟工程，他从登岸地点至山麓，沿途以藤条测量路途长度，历经艰苦建设道路，并率先开辟峇株市区大马路（马来语：Jalan Rahmat，用以纪念协助开埠的彭古鲁·拉末）。1893年12月22日，一行人浩浩荡荡乘坐“埔来号”（Pulai）船舰抵达，并踏上早在这里披荆斩棘的“州府王”林仕份（又名林份，Lim Poon）建造的码头。
1894年1月1日，在现有县长官邸所在的“升旗山”，莫哈末沙礼首次升起柔佛州旗，并先后完成办公署、法庭、警署、监狱等建筑物。1894年12月1日，峇县各乡区彭古鲁、政府长官及各族领袖出席一项历史性集会，莫哈末沙礼在会上宣布峇株巴辖命名为「帆加兰市」（Bandar Penggaram）。

## 经济产业

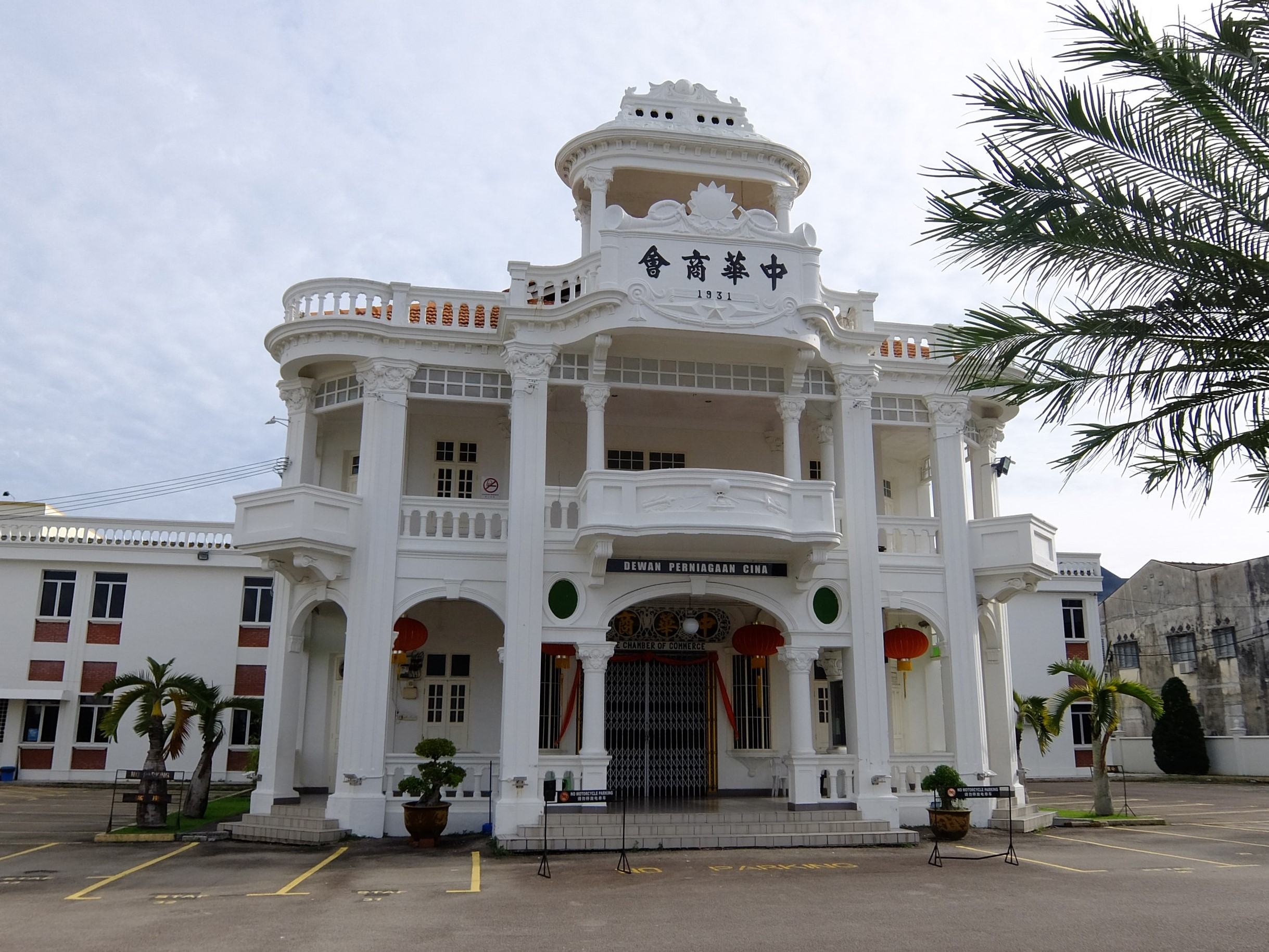
峇株巴辖中华商会

峇株市有25家上市公司，纺织业、家具业、电子业和食品加工业是全县经济命脉。工厂大多聚中在中江、四加亭、巴力拉惹与万兰再也（Banang Jaya）一带。
各主要業別的廠商包括：
- 家具业：Mixbox、Nicollo、Legrol Furniture、HSQ、Gino Furniture
- 零售业：省百货商店（Save N Save）
- 纺织业：永大（Yong Tai）
- 成衣业：成工业集团（PCCS Group Berhad）
- 电子业：Sharp Roxy、Fujitsu、Skpres(7155)
- 食品加工业：合成饼干（Hup Seng）、华大饼干（Hwa Tai）、麦琪饼干（Munchy's）、妙妙食品工业（Miaow Miaow）

## 旅游景点

### 庙宇

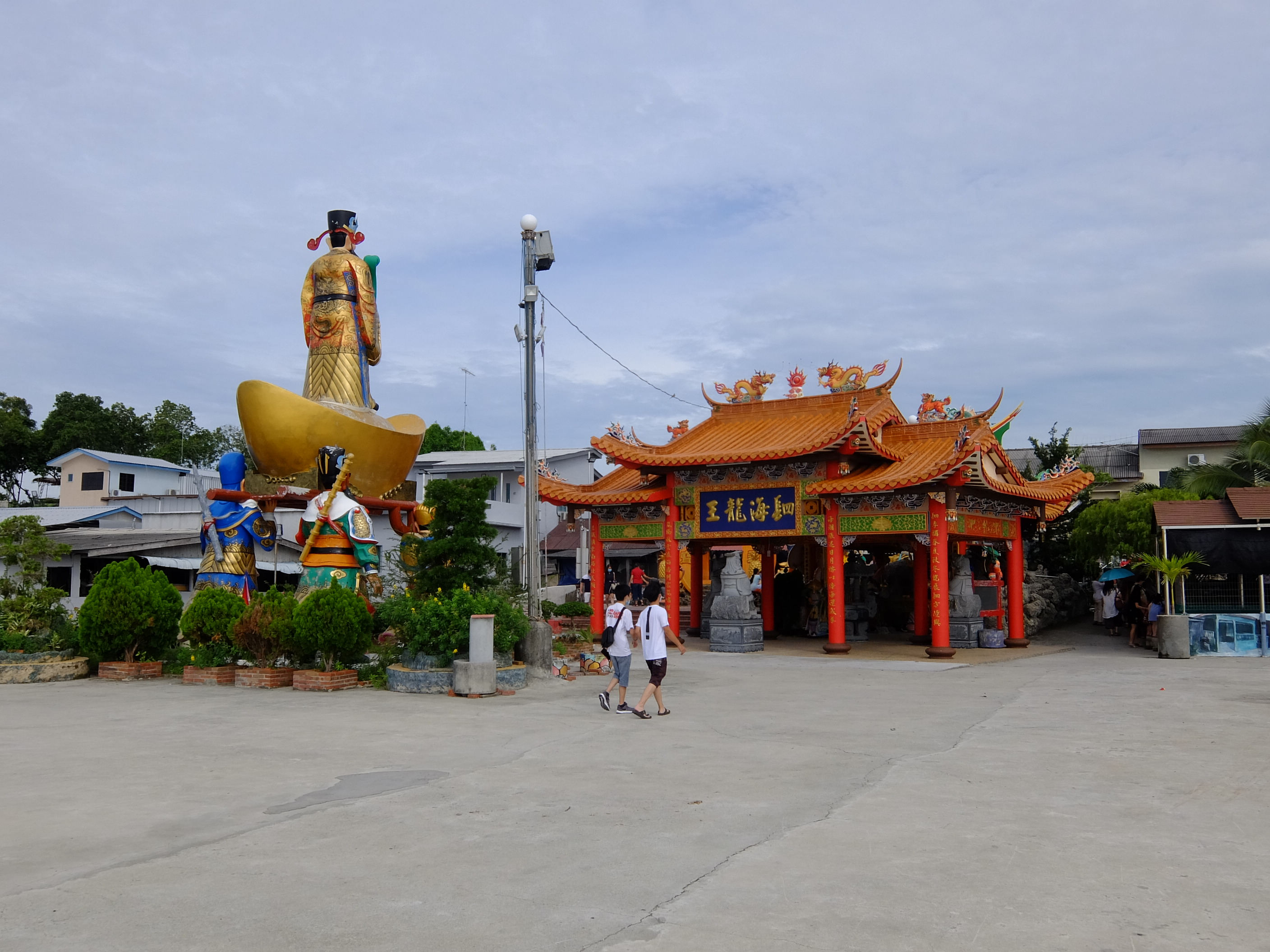
石文丁崇龍宮

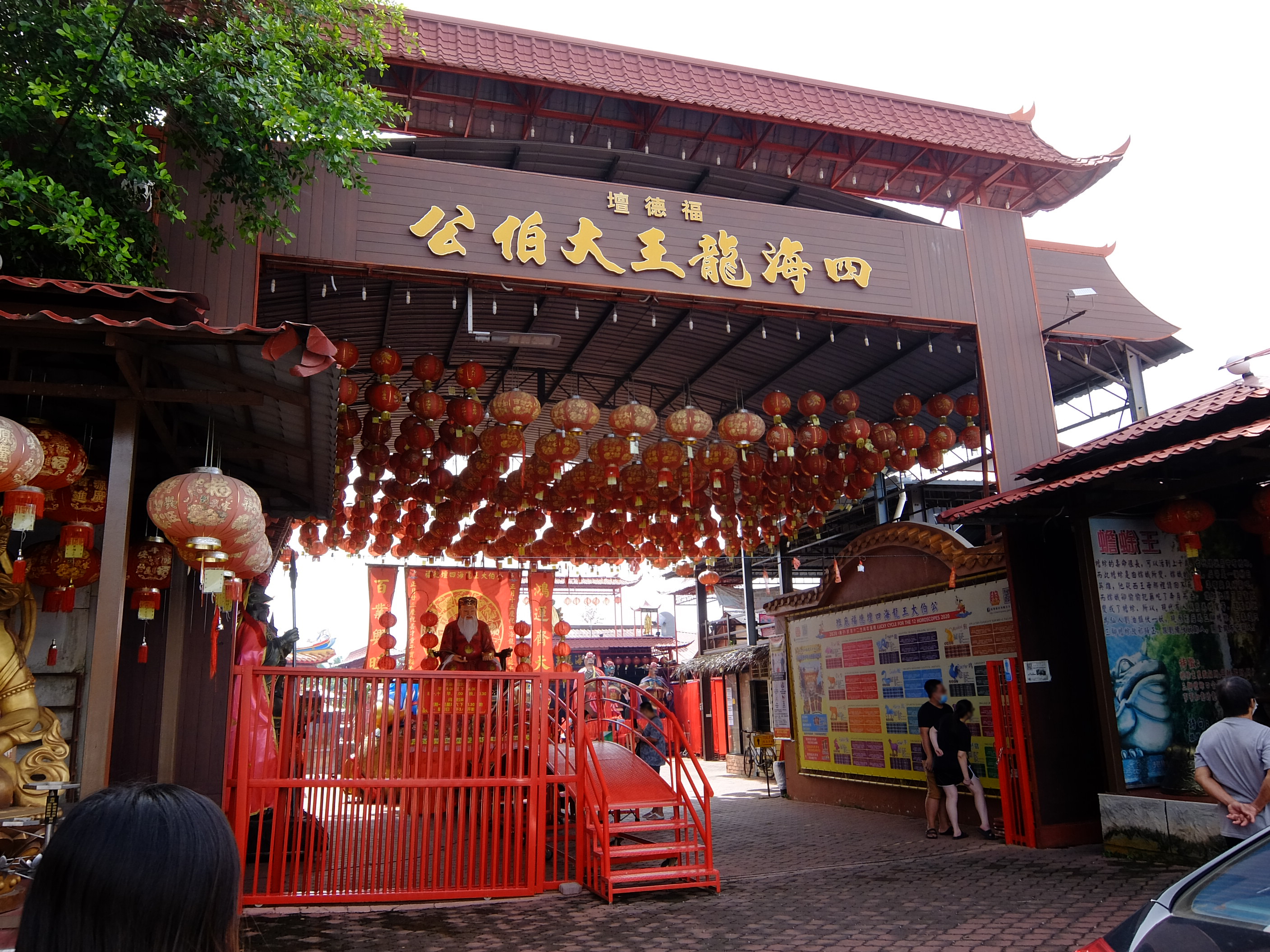
四海龙王大伯公庙

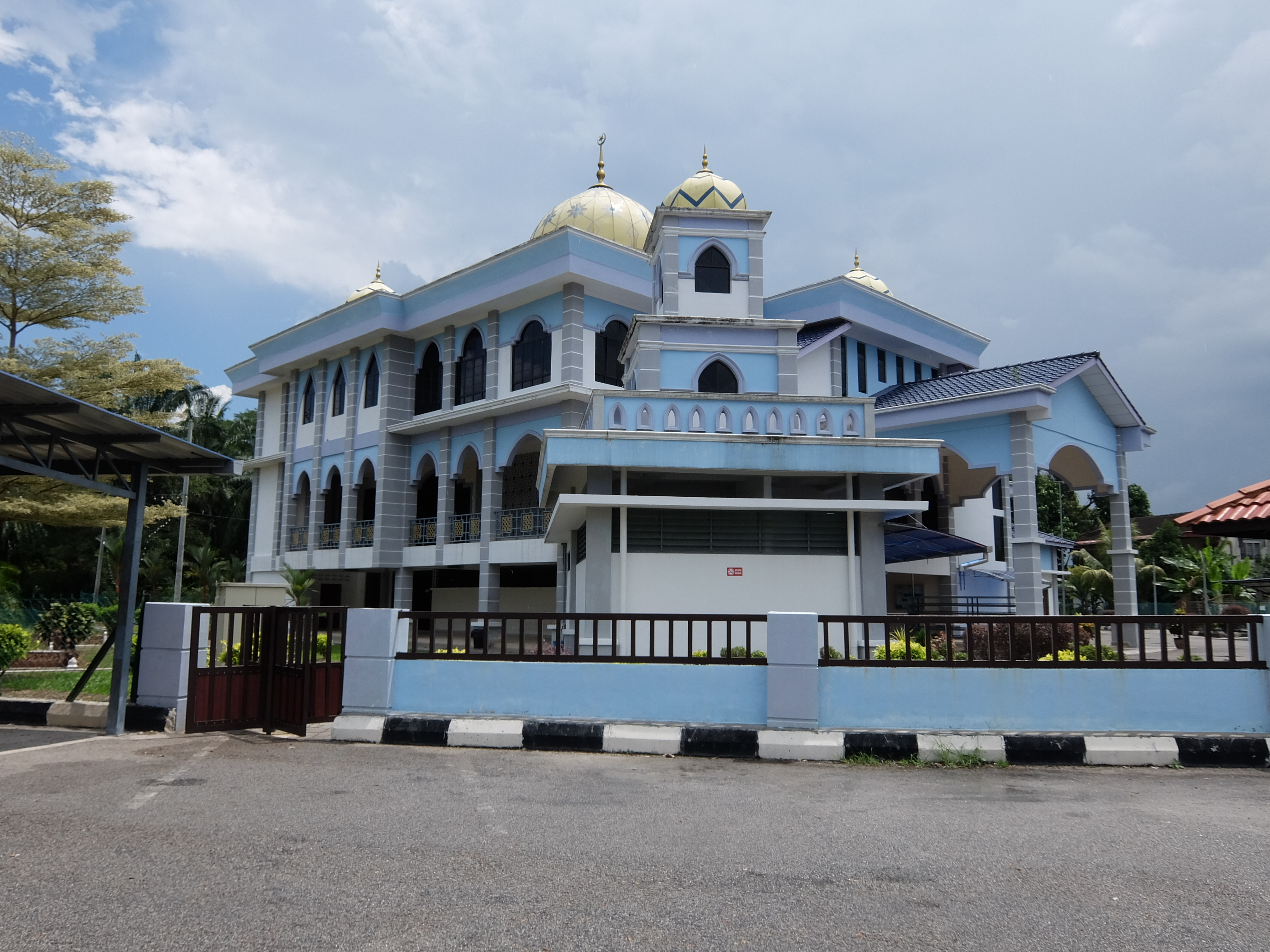
阿都拉法奇清真寺

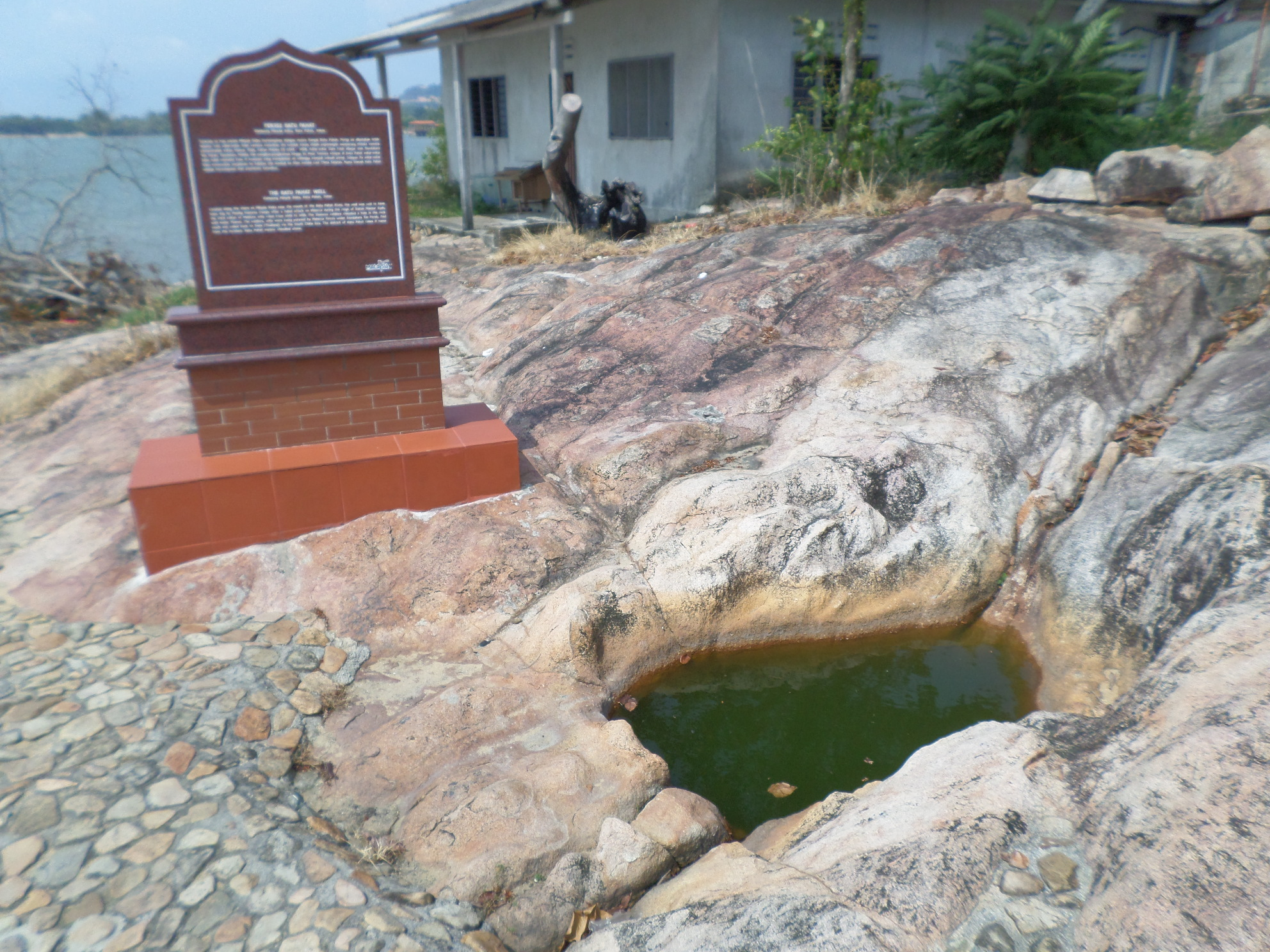
峇株巴辖古井

峇株县有不少著名的庙宇，其中西南沿海的小渔村石文丁有间百年历史的大伯公庙崇龍宮。

### 购物

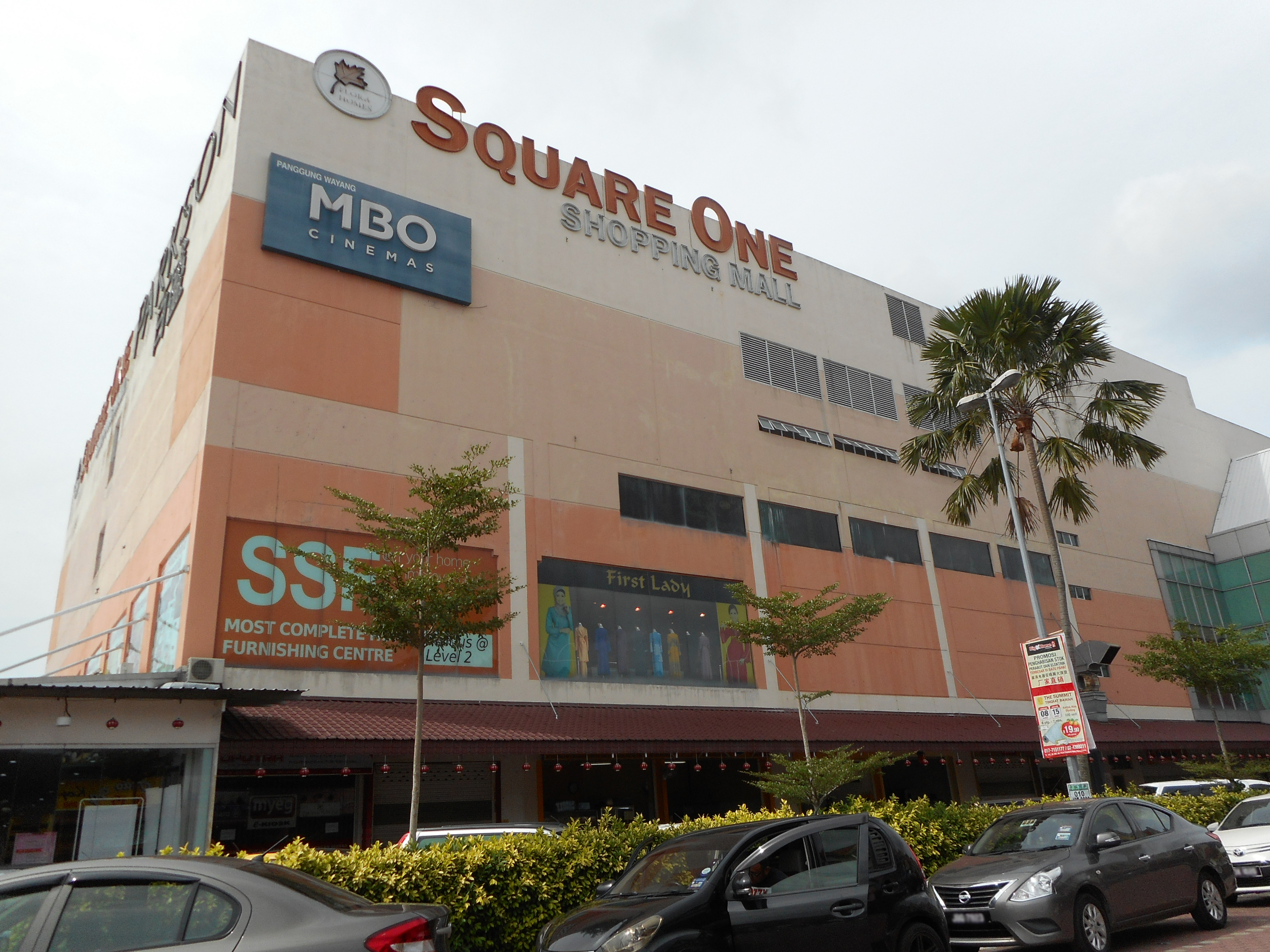
第一坊

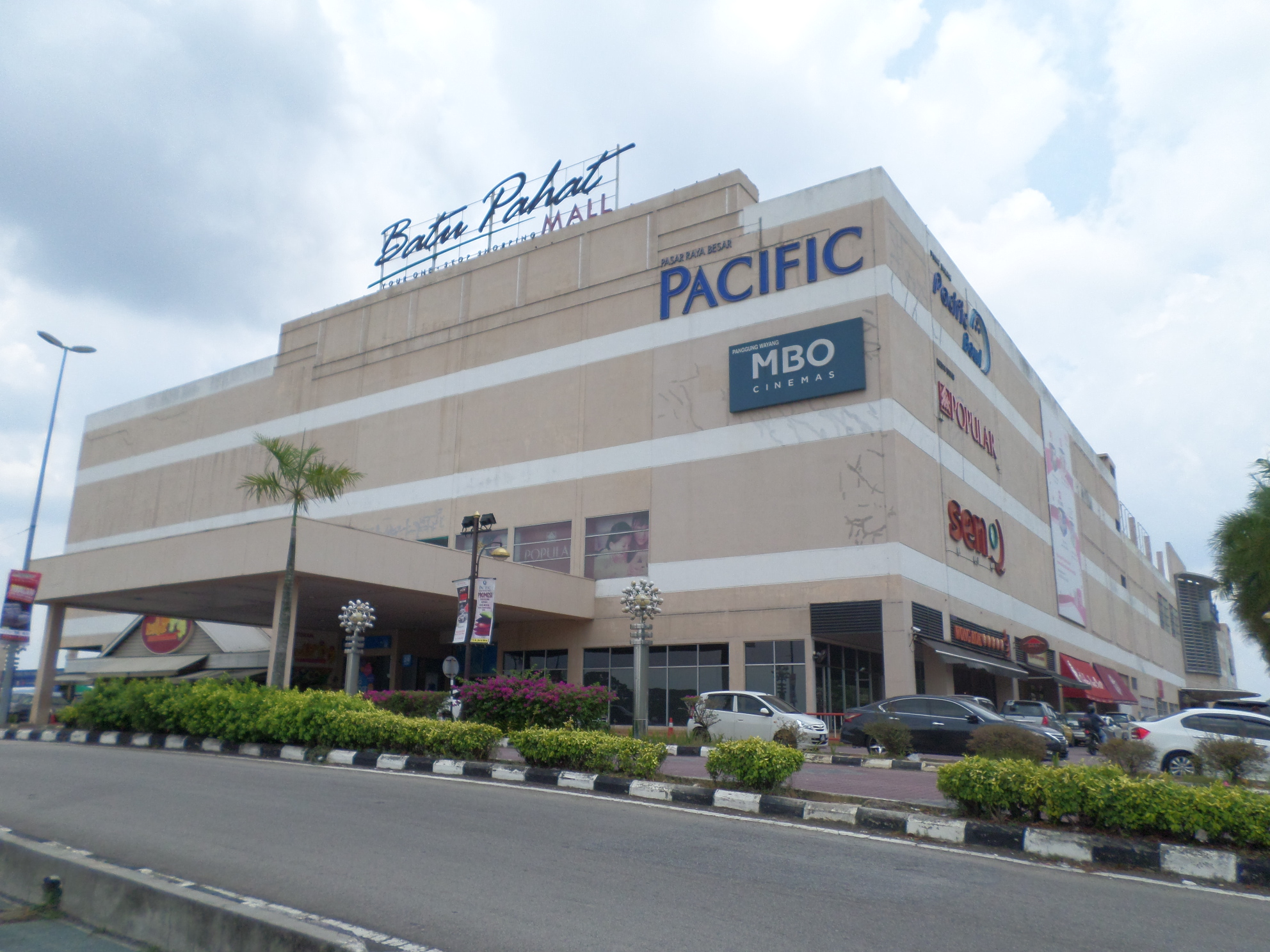
峇株巴辖广场

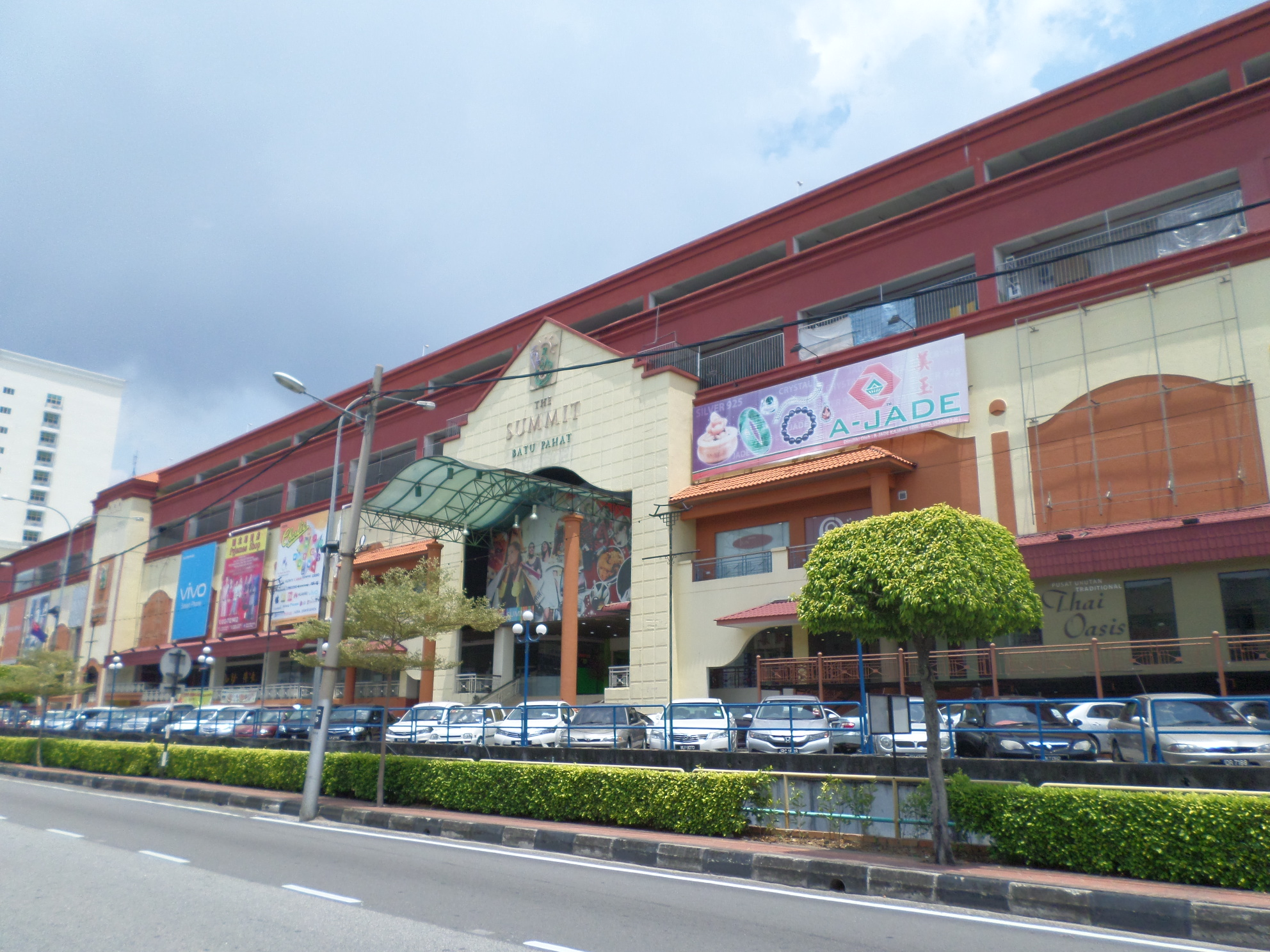
高峰广场

- 高峰广场（The Summit）：峇株第一间广场，始于1996年。
- 大永旺（Aeon Big）：之前名为家乐福（Carrefour），被日本永旺集团于2013年收购后正名为“大永旺”。这是峇株第一间霸级市场，也是家乐福全国第十间、柔佛州的第二间分行。於2006年9月正式投入服务。
- 峇株巴辖广场（Batu Pahat Mall）：市内最大，也是柔佛第四大的广场，2007年1月开张大吉。这是本地居民与外来旅客必到的购物场所，多间名牌与知名的商店都落户于此广场。太平洋（Pacific）此广场内是最大的租户，坐拥太平洋霸级市场（Pacific Hypermarket）、太平洋保龄球场（Pacific Bowling）与太平洋美食阁（Pacific Food Junction）。此外，此广场也拥有一座七间戏院厢房的电影院——Big Cinemaplex。
- 第一坊（Square One Shopping Mall）：与大永旺相连。于2009年开张大吉。拥有一座八间戏院厢房的电影院－MBO Cinemaplex。
- 環球購物百貨中心（The Store）：在峇株市區有兩間分行。一間位於羅佳雅路（Jalan Rugayah）重新开业；另一間則位於詹美拉路（Jalan Zabedah）。
- One Stop Superstop
- 尼瓦納百貨公司（Nirwana）：位於蘇雅花園（Taman Soga）

### 休闲

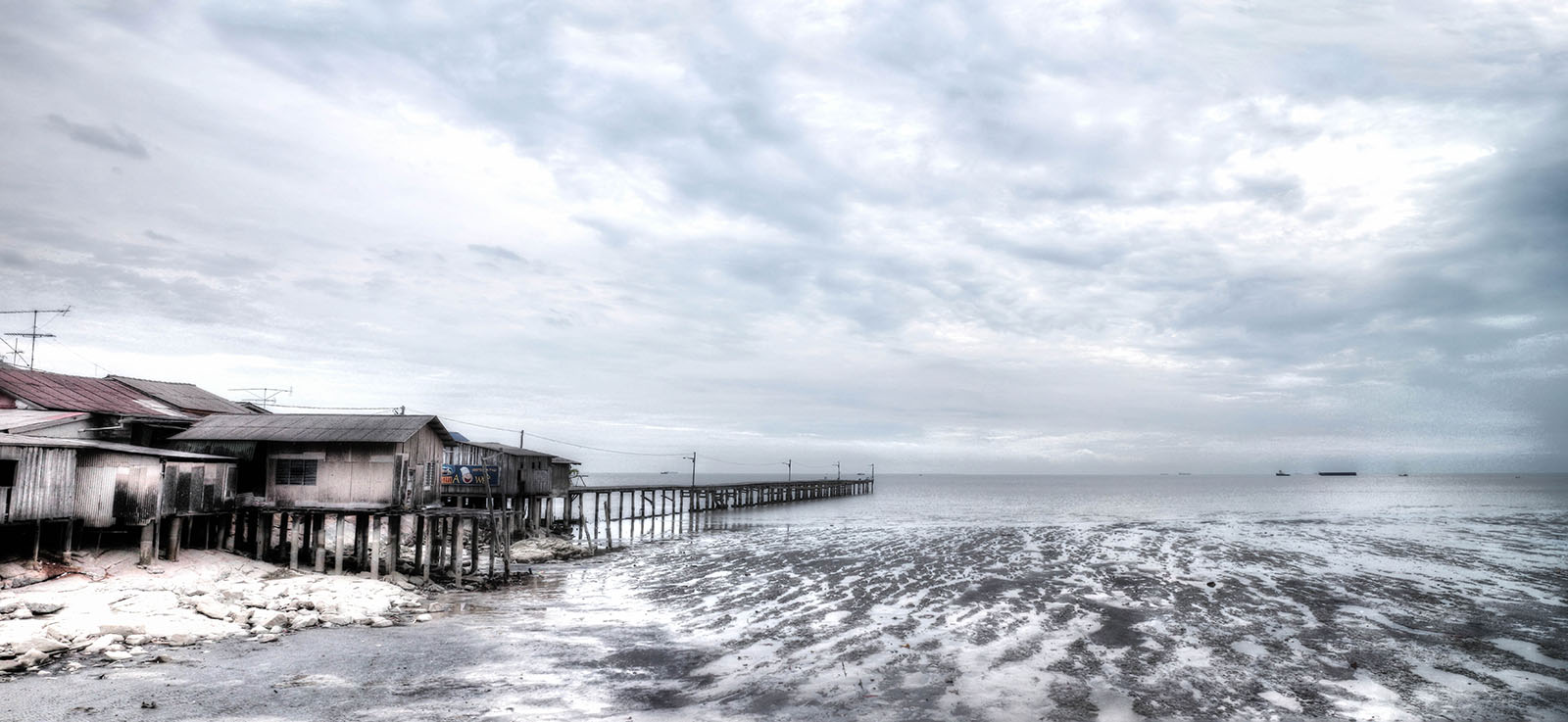
石文丁

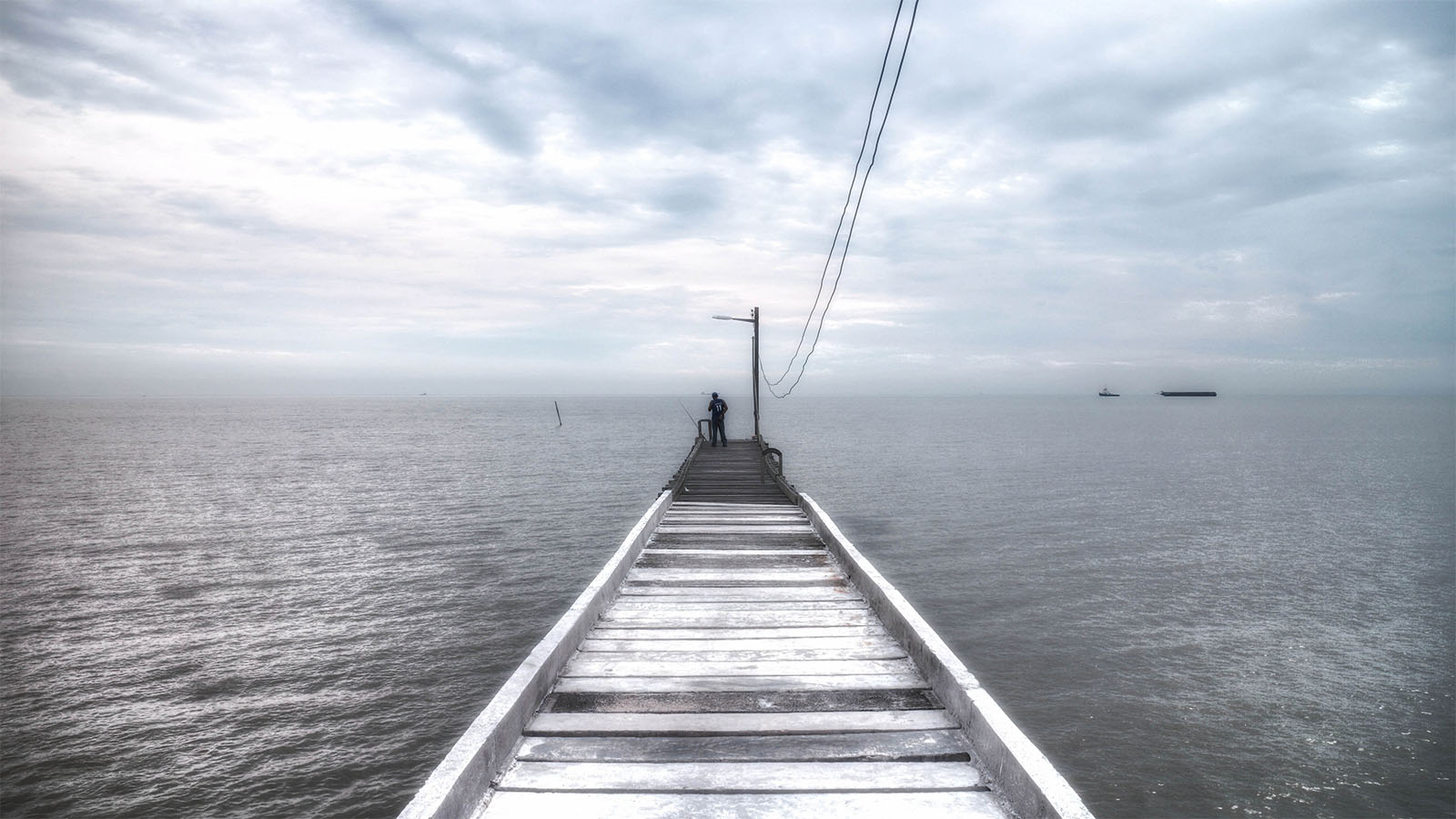
石文丁情人桥

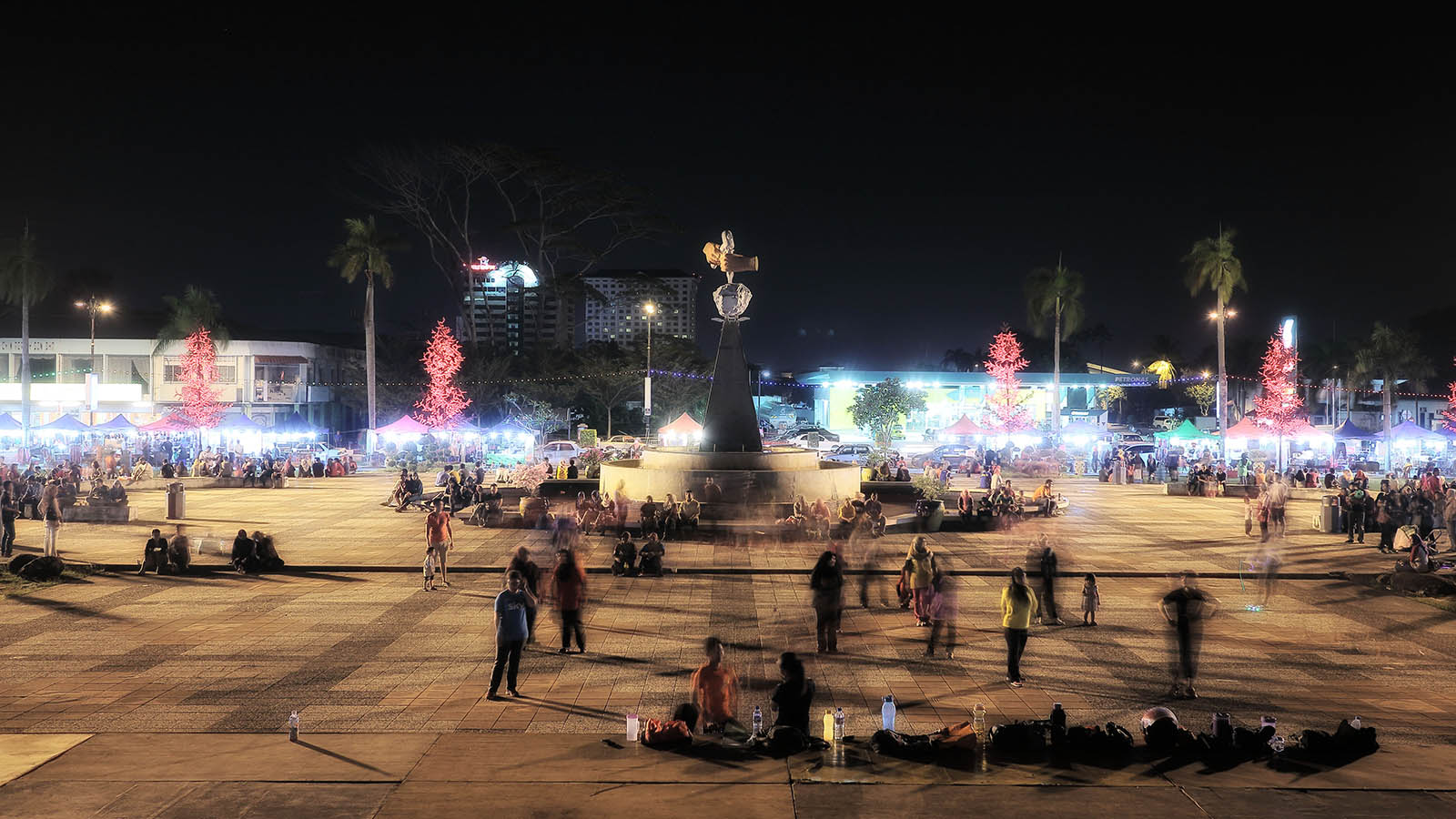
帆加兰广场

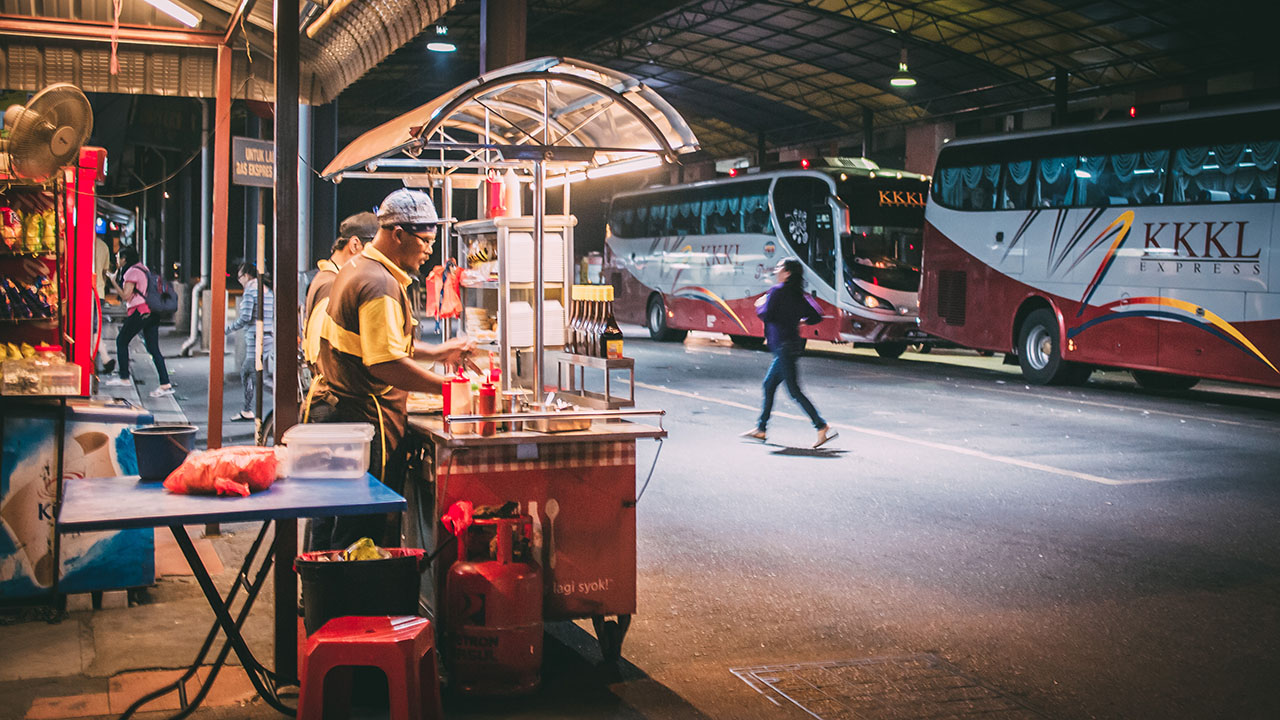
峇株车站一景

- 莲花池（Tasik Y）：座落于峇株市中心。
- 龙华山（Hutan Lipur Perdana）：座落于峇株市龙华山庄。
- 电台山：座落于峇株市郊（往海口方向）。
- 苏雅山（Gunung Soga）：座落于峇株市苏雅花园。
- 峇株体育场（Stadium Batu Pahat）：座落于峇株市中心。
- 帆加兰广场（Dataran Penggaram）：当地称为大草坡，座落于峇株市中心。
- 峇株星光大道（BP Walk）：座落于峇株市中心大马路。
- 情人桥（Lover Bridge）：座落于峇株市郊，石文丁。

### 酒店

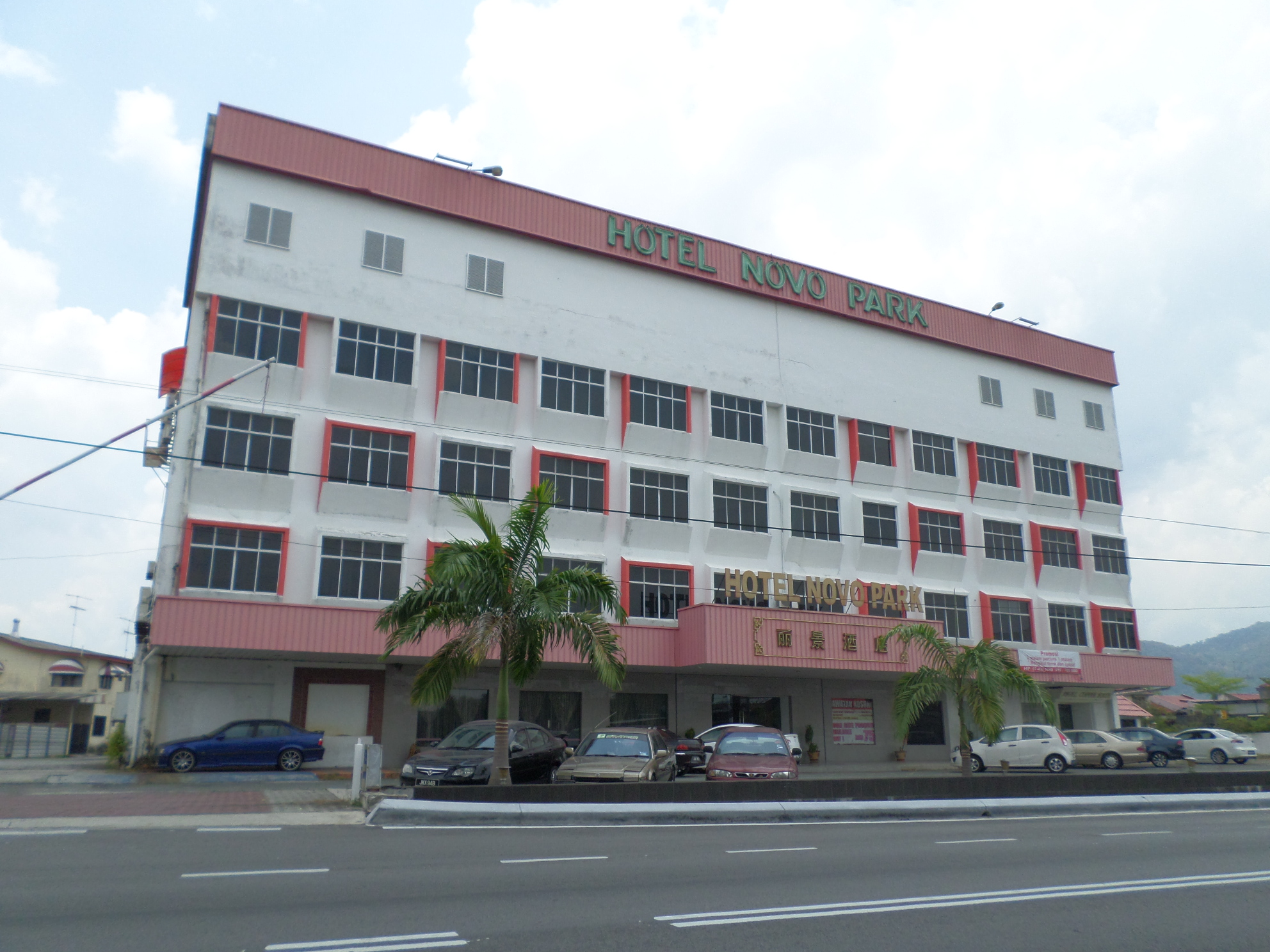
丽景酒店

- 凯特琳大酒店（Katerina Hotel）
- 丽景酒店（Novo Park Hotel）
- 松树酒店（Pine Tree Hotel）
- 花园酒店（Garden Hotel）-已倒闭
- 碧玉宫大酒店（Pelican Hotel）
- Crystal Inn
- Elegent Hotel
- 美伦大旅店（Meilin hotel）

## 文化
截至目前峇株市內所擁有的壁畫如下：
- 小黄人柱
- 姐弟共騎
- 阿姨採涼菜葉
- 女生寄信
- 邁向綠化峇株吧轄市議會
- 葡萄扑鼻香
- 一路有你，守護老街
- 老樹翻新
- 大草坡塗鴉藝術牆
- 峇株吧轄創意卡通候車亭

## 县内小镇

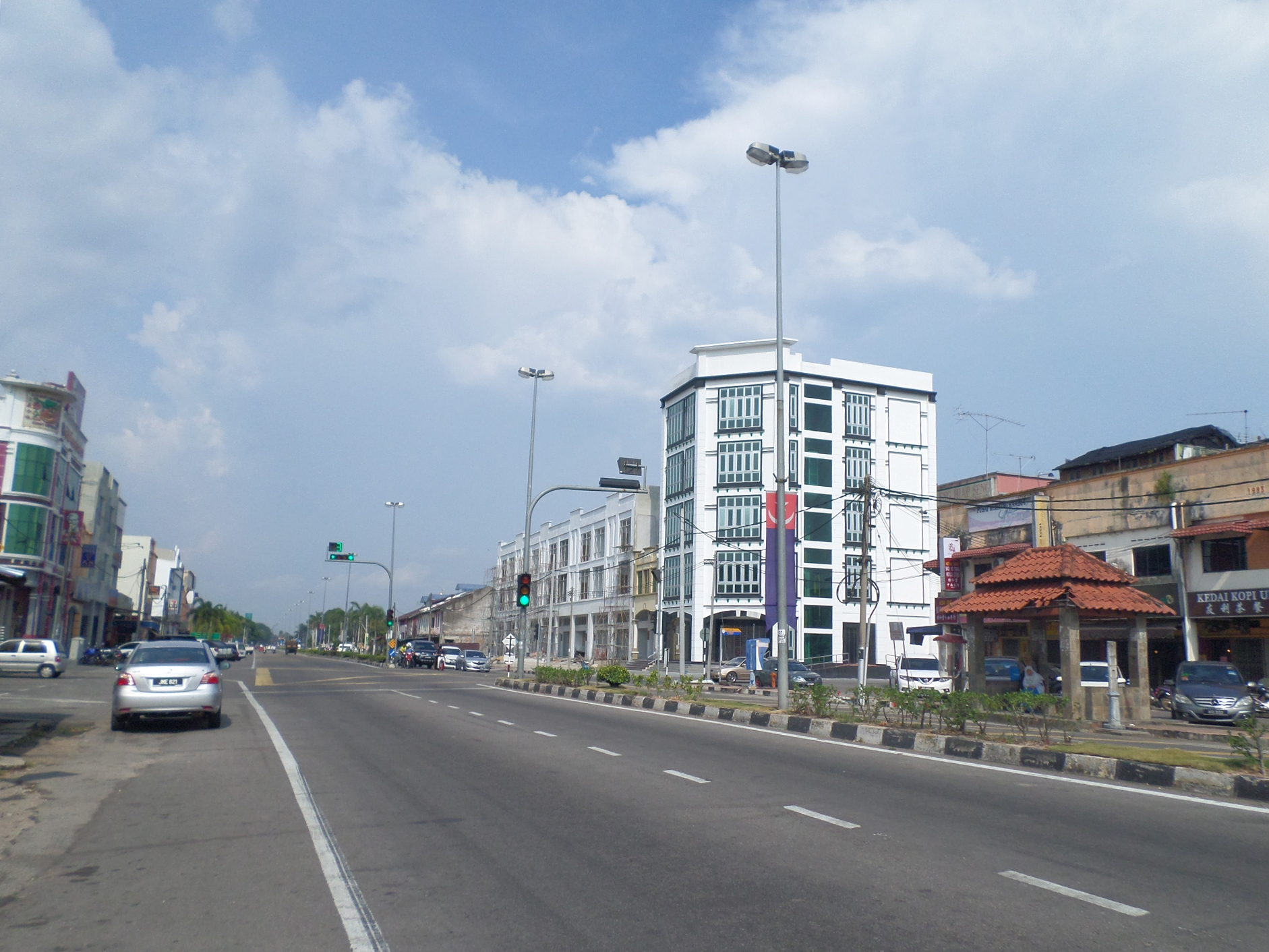
龙引镇

- 龙引镇（Rengit）
- 新加兰（Senggarang）
- 四加亭（Sri Gading)
- 亚依淡 (Ayer Hitam)
- 石文丁（Minyak Beku）
- 巴力士隆（Parit Sulong）
- 巴力拉惹（Parit Raja）
- 聖模那（Semerah）
- 中江（Tongkang Pechah）
- 铁山（Sri Medan）
- 白沙浮（Bukit Pasir）

## 华人新村
峇株巴辖县內共有20個华人新村，其中13个为传统新村，以及五个重组村和二个渔村。2009年3月5日，峇株巴辖县的新立村、港脚、海口和峇眼渔村正式宣布获批纳入房屋及地方政府部管辖，可获得政府常年发展拨款。2015年9月23日，柔佛州行政议会核准班卒、港脚、巴力务鲁为重组村，峇眼、石文丁为渔村。现任新村发展官为陈企锐，为当地福建会馆青年团成员。

## 道地美食

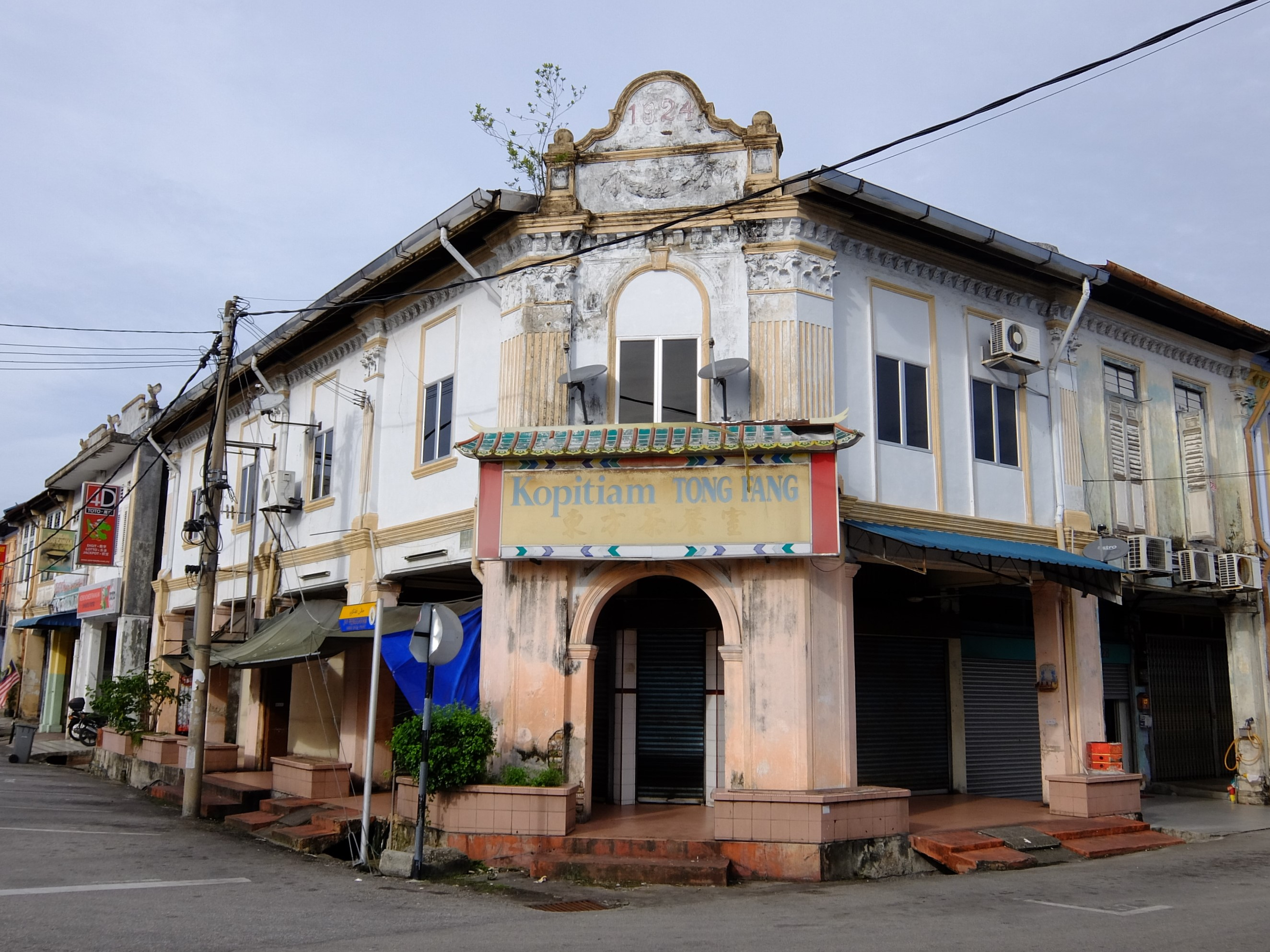
东方茶餐室

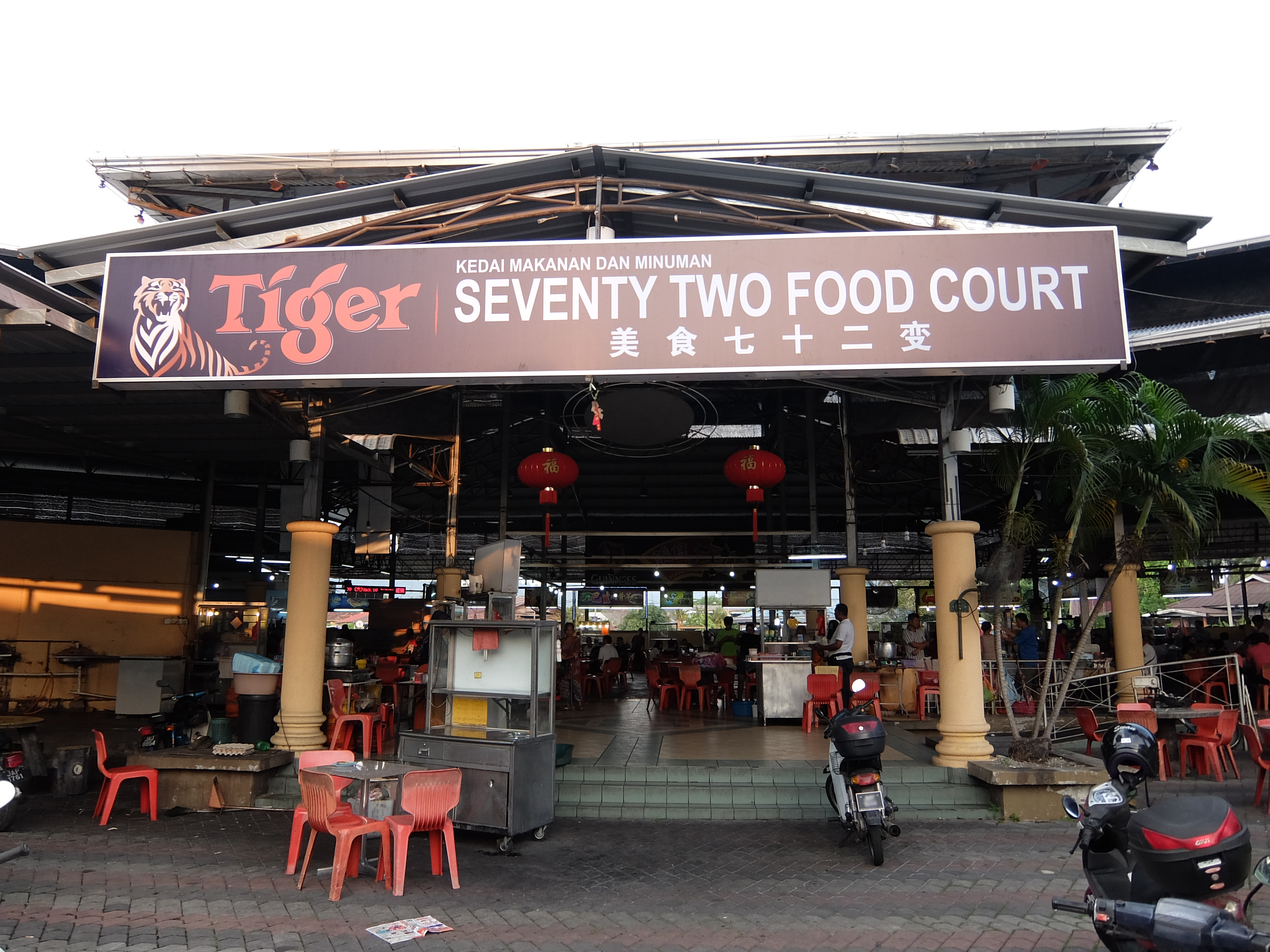
美食七十二变

峇株市有不少既美味又可口的道地美食，并以福建和潮州式为主。

## 名人
- 林吉祥（马来西亚民主行动党领袖，自称是马来西亚民主改革之父）
- 林冠英（槟城第四任首席部长、前马来西亚财政部长。现任民主行动党秘书长，身兼峇眼国会议员、槟城州议会阿逸布爹州议员）
- 潘俭伟（马来西亚雪兰莪州白沙罗行动党国会议员，也是民主行动党全国宣传秘书，亦曾任雪兰莪州民主行动党主席，目前于马来西亚财政部担任特别官员一职）
- 张念群（现任柔佛州古来国会议员、民主行动党国际秘书、希望联盟柔佛州妇女署理主席）
- 蔡细历（曾担任第9任马来西亚华人公会总会长、马华峇株吧辖区会主席。1990年起出任柔佛州行政议员，2004年至2008年任马来西亚卫生部长）
- 蔡智勇（前马来西亚国际贸易及工业部副部长，曾为柔佛州拉美士国会议员，也是马来西亚华人公会的副总会长）
- 依斯迈巴卡（马来西亚第十四任政府首席秘书）
- 诺莱妮（巫统党员，自2008年马来西亚大选以来代表国民阵线当选为柔佛巴力士隆的国会议员）
- 尤长靖（马来西亚华语男歌手，香蕉娱乐旗下艺人，毕业于南京艺术学院本科流行音乐演唱专业）
- 陈慧恬（马来西亚知名女歌手、主持、演员）